# 产丙酸菌属
产丙酸菌属為梭杆菌目梭杆菌科的一属厌氧革兰氏阴性短杆菌。不产芽孢。分离于海水和淡水泥土及人的唾液。此属的模式种为中度产丙酸菌(Propionigenium modestum)。

## 下属物种
- Propionigenium maris Janssen and Liesack 1996
- 中度产丙酸菌 Propionigenium modestum Schink and Pfennig 1983